# NHK財団 放送研修センター・ことばコミュニケーションセンター
NHK財団 放送研修センター・ことばコミュニケーションセンター（エヌエイチケイざいだん ほうそうけんしゅうセンター・ことばコミュニケーションセンター）は、日本放送協会（NHK）の関連団体「一般財団法人 NHK財団」が運営するアナウンス教室。
ことばコミュニケーションセンターは、1985年に「（財）NHK放送研修センター」が発足した際、そのアナウンス部門として「日本語センター」の名称でスタートしたが、2023年4月1日付で日本放送協会（NHK）傘下の一般財団法人の再編・統合が実施され、NHK財団が発足したのと同時に「ことばコミュニケーションセンター」に改称され（財）NHK財団の直轄となった。
職制上は「NHK財団 放送研修センター」が正式名称となる。

## 概要
NHK放送技術研究所ビルの9階から12階にある。講師陣は70人あまりが在籍する。
ことばコミュニケーションセンタースクールの教室は東京都世田谷区、渋谷区、並びに港区新橋の3か所にあり、アナウンスや朗読の技術の基礎から実践までをNHKのアナウンサー（放送研修センターに出向しているアナウンサーも含む）が直々に指導を行う。また遠隔地の受講者のために通信教育講座も用意されている。
その他学校や企業向けにNHKのアナウンサーが出張して講義を行う講座もある。

## 専属アナウンサー
ことばコミュニケーションセンター職員のアナウンサーは、NHK本体（各地放送局）を定年を経過したり、あるいは女性の結婚・育児などのため退職したアナウンサーが「移籍」することが多いが、NHK本体に籍を置きながら当センターに出向する現役アナウンサーも若干名いる。またNHK退職者についてはフリーアナウンサーとしてNHK以外（放送大学や民間放送など）でも活動をする者もいる。
下記の中には、東京アナウンス室の業務補完にあたっている者も少なくない（リアルタイム字幕放送の字幕キャスターや視覚障害者に向けた副音声解説放送、深夜時間帯のラジオ第1・FM・国際放送（NHKワールド・ラジオ日本）のラジオニュース、海外安全情報、気象通報、株式市況など。※印は主に株式市況、気象通報、昼間もしくは深夜時間帯のニュースなどを担当）。

### 男性
- 飯田紀久夫（いいだ・きくお）出向
- 飯田恵一（いいだ・けいいち）
- 石井裕（いしい・ゆたか）
- 伊藤文樹（いとう・ふみき）
- 伊藤健三（いとう・けんぞう）
- 岩井正（いわい・ただし）[2][3]
- 岩澤忠彦（いわさわ・ただひこ）[2][4]
- 梅津正樹（うめづ・まさき）
- 大沢肇（おおさわ・はじめ）
- 岡部晃彦（おかべ・あきひこ）
- 風見雅章（かざみ・まさあき）[5][6][7]
- 加藤昌男（かとう・まさお）[8]
- 河路勝（かわじ・まさる）[3]
- 栗田晴行（くりた・はるゆき）
- 黒沢保裕（くろさわ・やすひろ）
- 幸田儔朗（こうだ・としろう）
- 合田敏行（ごうだ・としゆき）
- 近藤敏之（こんどう・としゆき）
- 榊寿之（さかき・としゆき）
- 佐藤淳（さとう・じゅん）
- 高橋淳之（たかはし・あつゆき）
- 寺田道雄（てらだ・みちお）[5]
- 野村正育（のむら・まさいく）嘱託
- 畠山智之（はたけやま・さとし）[9]
- 花田和明　(はなだ・かずあき)
- 羽塚由（はねづか・とおる）
- 半谷進彦（はんや・のぶひこ）
- 廣田直敬（ひろた・なおたか）[10]
- 町田右（まちだ・ゆう）
- 松井治伸（まつい・はるのぶ）[9]
- 松尾剛（まつお・つよし）[9]
- 道谷眞平（みちや・しんぺい）
- 三宅民夫（みやけ・たみお）
- 山下俊文（やました・としふみ）[3]
- 芳野潔（よしの・きよし）

### 女性
- 石井かおる（いしい・かおる）嘱託
- 石井麻由子（いしい・まゆこ）
- 上田早苗（うえだ・さなえ）
- 小郷知子（こごう・ともこ）出向
- 柴田祐規子（しばた・ゆきこ）出向
- 塚原愛（つかはら・あい）出向
- 中川緑（なかがわ・みどり）
- 守本奈実（もりもと・なみ）出向
- 山田敦子（やまだ・あつこ）
- 森田美由紀（もりた・みゆき）